# Frontières de l'Angola

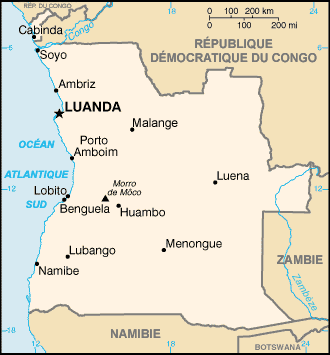
Carte de l'Angola, mettant en évidence ses frontières terrestres avec les pays voisins.

Cet article recense les frontières de l'Angola.

## Frontières

### Frontières terrestres
L'Angola partage des frontières terrestres avec ses 4 pays voisins : la République démocratique du Congo, la République du Congo, la Namibie et la Zambie, pour un total de 5 198 km.

### Récapitulatif
Le tableau suivant récapitule l'ensemble des frontières de l'Angola :
| Pays                             | Frontière terrestre (km) | Notes |
| -------------------------------- | ------------------------ | ----- |
| République démocratique du Congo | 2 511                    |       |
| République du Congo              | 201                      |       |
| Namibie                          | 1 376                    |       |
| Zambie                           | 1 110                    |       |
| Total                            | 5 198                    |       |